# Ham-sous-Varsberg
Ham-sous-Varsberg (fràncic lorenès Homm) és un municipi francès situat al departament del Mosel·la i a la regió del Gran Est. L'any 2007 tenia 2.763 habitants.

## Demografia

### Població
El 2007 la població de fet de Ham-sous-Varsberg era de 2.763 persones. Hi havia 1.110 famílies, de les quals 278 eren unipersonals (101 homes vivint sols i 177 dones vivint soles), 355 parelles sense fills, 387 parelles amb fills i 90 famílies monoparentals amb fills.
La població ha evolucionat segons el següent gràfic:
Habitants censats

### Habitatges
El 2007 hi havia 1.203 habitatges, 1.145 eren l'habitatge principal de la família, 8 eren segones residències i 50 estaven desocupats. 989 eren cases i 212 eren apartaments. Dels 1.145 habitatges principals, 799 estaven ocupats pels seus propietaris, 255 estaven llogats i ocupats pels llogaters i 90 estaven cedits a títol gratuït; 8 tenien una cambra, 47 en tenien dues, 106 en tenien tres, 247 en tenien quatre i 737 en tenien cinc o més. 1.001 habitatges disposaven pel capbaix d'una plaça de pàrquing. A 478 habitatges hi havia un automòbil i a 540 n'hi havia dos o més.

### Piràmide de població
La piràmide de població per edats i sexe el 2009 era:
| Homes | Edats   | Dones |
| ----- | ------- | ----- |
| 0     | 95 o +  | 0     |
| 0     | 90 a 94 | 0     |
| 8     | 85 a 89 | 24    |
| 16    | 80 a 84 | 24    |
| 24    | 75 a 79 | 56    |
| 100   | 70 a 74 | 104   |
| 56    | 65 a 69 | 44    |
| 60    | 60 a 64 | 80    |
| 72    | 55 a 59 | 68    |
| 124   | 50 a 54 | 104   |
| 96    | 45 a 49 | 140   |
| 104   | 40 a 44 | 88    |
| 124   | 35 a 39 | 116   |
| 68    | 30 a 34 | 92    |
| 68    | 25 a 29 | 76    |
| 56    | 20 a 24 | 52    |
| 108   | 15 a 19 | 92    |
| 80    | 10 a 14 | 108   |
| 108   | 5 a 9   | 40    |
| 32    | 0 a 4   | 84    |

## Economia
El 2007 la població en edat de treballar era de 1.838 persones, 1.205 eren actives i 633 eren inactives. De les 1.205 persones actives 1.065 estaven ocupades (594 homes i 471 dones) i 140 estaven aturades (65 homes i 75 dones). De les 633 persones inactives 205 estaven jubilades, 149 estaven estudiant i 279 estaven classificades com a «altres inactius».

### Ingressos
El 2009 a Ham-sous-Varsberg hi havia 1.153 unitats fiscals que integraven 2.833,5 persones, la mediana anual d'ingressos fiscals per persona era de 17.472 €.

### Activitats econòmiques
Dels 89 establiments que hi havia el 2007, 5 eren d'empreses alimentàries, 1 d'una empresa de fabricació de material elèctric, 3 d'empreses de fabricació d'altres productes industrials, 19 d'empreses de construcció, 14 d'empreses de comerç i reparació d'automòbils, 5 d'empreses de transport, 7 d'empreses d'hostatgeria i restauració, 1 d'una empresa d'informació i comunicació, 4 d'empreses financeres, 4 d'empreses immobiliàries, 8 d'empreses de serveis, 8 d'entitats de l'administració pública i 10 d'empreses classificades com a «altres activitats de serveis».
Dels 28 establiments de servei als particulars que hi havia el 2009, 1 era una oficina de correu, 2 oficines bancàries, 3 tallers de reparació d'automòbils i de material agrícola, 1 taller d'inspecció tècnica de vehicles, 2 paletes, 6 guixaires pintors, 5 fusteries, 1 lampisteria, 2 perruqueries, 1 restaurant, 1 agència immobiliària i 3 salons de bellesa.
Dels 8 establiments comercials que hi havia el 2009, 2 eren fleques, 2 carnisseries, 1 una llibreria, 2 perfumeries i 1 una joieria.
L'any 2000 a Ham-sous-Varsberg hi havia 4 explotacions agrícoles.

## Equipaments sanitaris i escolars
El 2009 hi havia 1 centre de salut, 1 farmàcia i 1 ambulància.
El 2009 hi havia 2 escoles maternals i 2 escoles elementals. Ham-sous-Varsberg disposava d'un col·legi d'educació secundària amb 378 alumnes.

## Poblacions més properes
El següent diagrama mostra les poblacions més properes.